# Казантипский залив
Казанти́пский зали́в (укр. Казантипська затока, крымскотат. Qazan Tip körfezi, Къазан Тип корьфези) — расположен в южной части Азовского моря, между мысами Казантип и Чаганы в северной части Керченского полуострова.
На побережье залива расположены сёла Мысовое, Азовское, Новоотрадное, Нижнезаморское, Золотое. С Керчью сёла связаны автобусным сообщением.
Большая часть побережья залива занята ракушечно-песчаным пляжем. В летний сезон охотно посещается отдыхающими. Вдоль пляжа растут в большом количестве деревья лоха.

## Топографические карты
- Лист карты L-36-96 Щелкино. Масштаб: 1 : 100 000. Состояние местности на 1988 год. Издание 1989 г.
- Лист карты L-37-85 Керчь. Масштаб: 1 : 100 000. Состояние местности на 1988 год. Издание 1989 г.